# 2998 Berendeya
2998 Berendeya (1975 TR3) là một tiểu hành tinh vành đai chính được phát hiện ngày 3 tháng 10 năm 1975 bởi Chernykh, L. ở Nauchnyj.